# Caproni Ca.313
Die Caproni Ca.313 war ein zweimotoriges italienisches leichtes Aufklärungs- und Bombenflugzeug.

## Entwicklung
Die Ca. 313 wurde entwickelt unter der Leitung des Konstrukteurs Cesar Pallavacino. Das vorhandene Flugwerk sollte mit leistungsstarken V-Motoren kombiniert werden. Der Prototyp der Ca.313 bestand aus der Zelle einer Ca.310 mit Isotta-Fraschini-Motoren Asso 120 IRCC 40.
Der Erstflug fand am 22. Dezember 1939 statt. Zu diesem Zeitpunkt lagen Produktionsaufträge aus Frankreich mit 200 Stück und Großbritannien mit 300 Stück vor. Eine weitere Bestellung aus Schweden umfasste weitere 64 Exemplare. Bis zum Kriegseintritt Italiens wurden nur fünf Stück der Variante Ca.313F nach Frankreich ausgeliefert. Abnehmer aller weiteren für die französischen und britischen Aufträge hergestellten Modelle war die Regia Aeronautica.

## Einsatz
Die Auslieferung der Ca.313S an Schweden erfolgte ab dem November 1940. Die letzten von insgesamt 84 Stück wurden Anfang 1941 geliefert. Die ersten Exemplare mit der Bezeichnung Ca.313 R-P.B.1 waren Ca.311 mit dem Motor der Ca.313. Schweden setzte die Flugzeuge als Bomber, Seeaufklärer, Torpedobomber und als Transportflugzeug ein (Bezeichnungen B.16, S. 16, T.16 bzw. Tp.16S).
Die in Italien eingesetzten Flugzeuge der Version Ca. 313R.P.B.2 hatten ein abgestuftes Cockpit. Hiervon wurden 122 Exemplare hergestellt.
Das Deutsche Reich bestellte als Schul- und Verbindungsflugzeug insgesamt 905 Ca. 313G. Es wurden aber nur sehr wenige Exemplare dieses Auftrags hergestellt, so dass die Gesamtzahl aller Ca. 313 271 Exemplare beträgt.

## Bewaffnung
Die Defensivbewaffnung bestand aus drei leichten Maschinengewehren des Kalibers 7,7 mm, die in einem Drehturm auf der Rumpfoberseite, einer Bauchluke an der Rumpfunterseite und in der linken Tragflächenwurzel eingebaut waren. Die Ca.313 konnte eine Bombenlast von bis zu 400 kg tragen.

## Militärische Nutzung
Deutsches Reich
- Luftwaffe

 Frankreich
- französische Luftwaffe: 5 Exemplare

 Königreich Italien
- Regia Aeronautica

 Norwegen
- Hærens flyvåpen

 Schweden
- Svenska Flygvapnet

 Unabhängiger Staat Kroatien
- Luftwaffe des unabhängigen Staats Kroatien

## Technische Daten
| Kenngröße             | Daten                                                                    |
| --------------------- | ------------------------------------------------------------------------ |
| Besatzung             | 3                                                                        |
| Länge                 | 11,80 m                                                                  |
| Spannweite            | 16,65 m                                                                  |
| Höhe                  | 3,70 m                                                                   |
| Flügelfläche          | 38,90 m²                                                                 |
| Flügelstreckung       | 7,1                                                                      |
| Leermasse             | 4072 kg                                                                  |
| max. Startmasse       | 5672 kg                                                                  |
| Marschgeschwindigkeit | ? km/h                                                                   |
| Höchstgeschwindigkeit | 430 km/h                                                                 |
| Dienstgipfelhöhe      | 8500 m                                                                   |
| Reichweite            | 1700 km                                                                  |
| Triebwerke            | 2 × 12-Zylinder-V-Motor Isotta Fraschini Delta R.C.35 I-DS mit je 532 kW |
| Bewaffnung            | 3 × MG 7,7 mm zur Verteidigung 400 kg Bomben.                            |

## Existierende Exemplare
Im Swedish aeronautics (Flygvapenmuseum) in Linköping ist die Rekonstruktion einer Ca. 313 unter Verwendung von Originalteilen ausgestellt. Das Exemplar wurde ursprünglich für eine Fernsehserie gebaut. Erhaltene Originale sind nicht bekannt.